# Leandre Picher Buenaventura
Leandre Picher Buenaventura (La Pobla de Vallbona, 18 de maig de 1945) ha estat un polític valencià, diputat en les tres primeres legislatures de les Corts Valencianes.
Ha treballat com a pintor mural, des del 1977 és membre del PSPV-PSOE i va ser regidor de l'ajuntament de La Pobla de Vallbona. Fou elegit diputat per la circumscripció de València a les eleccions a les Corts Valencianes de 1983, 1987 i 1991. De 1988 a 1991 fou vicepresident de la Comissió d'Investigació i seguiment del procés d'expropiació i relocalització del poble de Gavarda. També ha estat secretari general del PSPV-PSOE a la comarca del Túria i secretari d'organització del PSPV fins a 1995. Fou un dels principals suports de Joan Lerma durant la seva secretaria general.